# Jaan Manitski

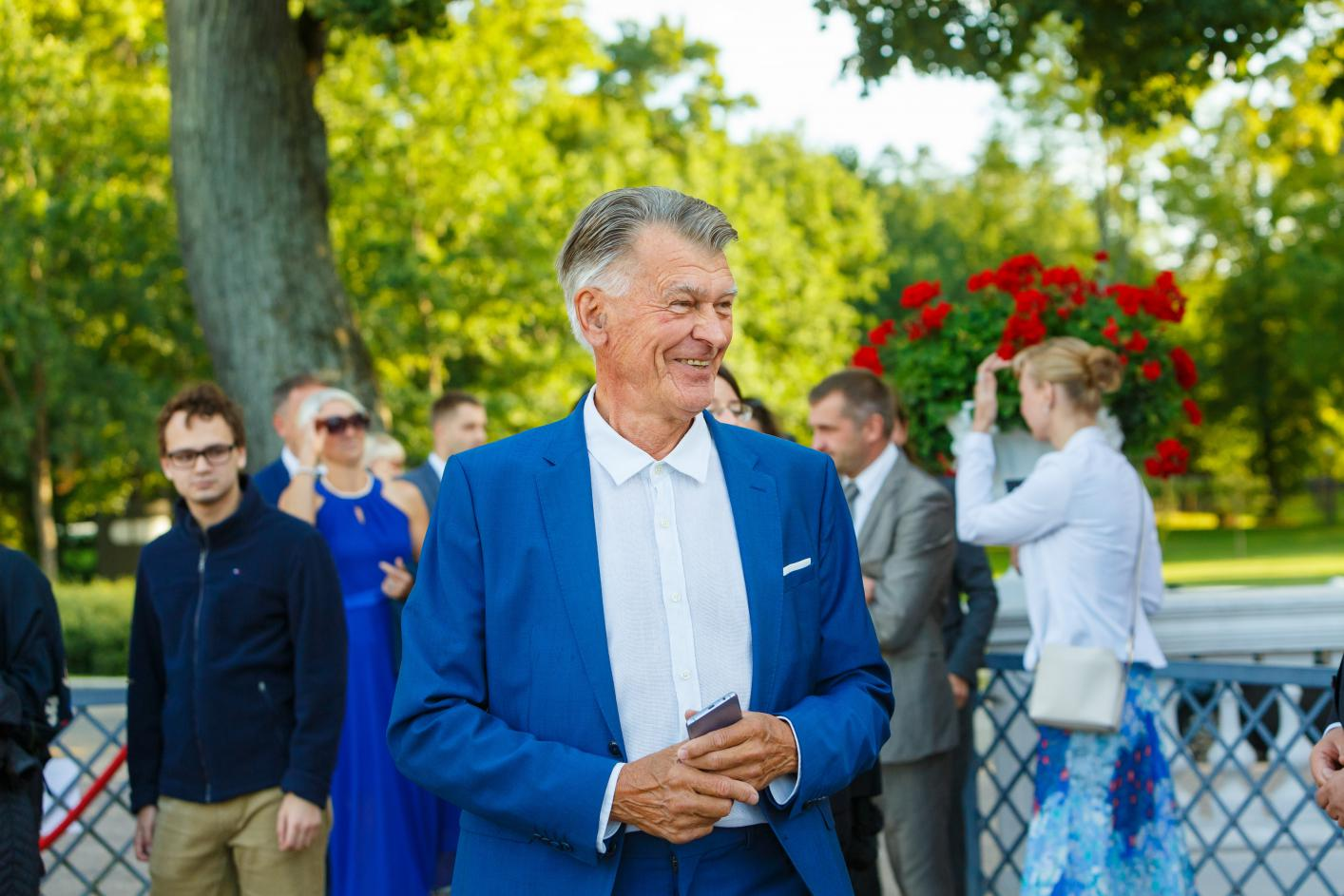
Jaan Manitski (2018)

Jaan Manitski (* 7. März 1942 in Viinistu, damals Gemeinde Kõnnu, heute Gemeinde Kuusalu, Kreis Harju/Estland) ist ein estnischer Geschäftsmann, Politiker und einer der bedeutendsten Kunstmäzene Estlands. Er war 1992 Außenminister der Republik Estland.

## Schweden
Kurz nach der Geburt gelang den Eltern von Jaan Manitski 1943 die Flucht vor der im Zweiten Weltkrieg heranrückenden Roten Armee ins Exil nach Schweden.
Jaan Manitski schloss 1968 sein Studium an der Handelshochschule Göteborg ab. Von 1968 bis 1976 arbeitete er im Konzern IBM, bevor er von 1976 bis 1978 eine Tätigkeit bei Swedbank in Stockholm übernahm. Von 1978 bis 1988 war er Gründer und Geschäftsführer der Gesellschaften Infina AB und Independent. Dabei war unter anderem Manager der Band ABBA. Von 1989 bis 1991 war er als Berater für das European Institute for Advanced Studies in Management in Brüssel tätig, bevor er in seine Heimat Estland übersiedelte.

## Politiker
Von April bis Oktober 1992 war der parteilose Jaan Manitski kurz nach Wiedererlangung der estnischen Unabhängigkeit Außenminister der Republik Estland. Er war besonders Anfang der 1990er Jahre einer der Vertrauten des damaligen Staatspräsidenten Lennart Meri.

## Geschäftsmann

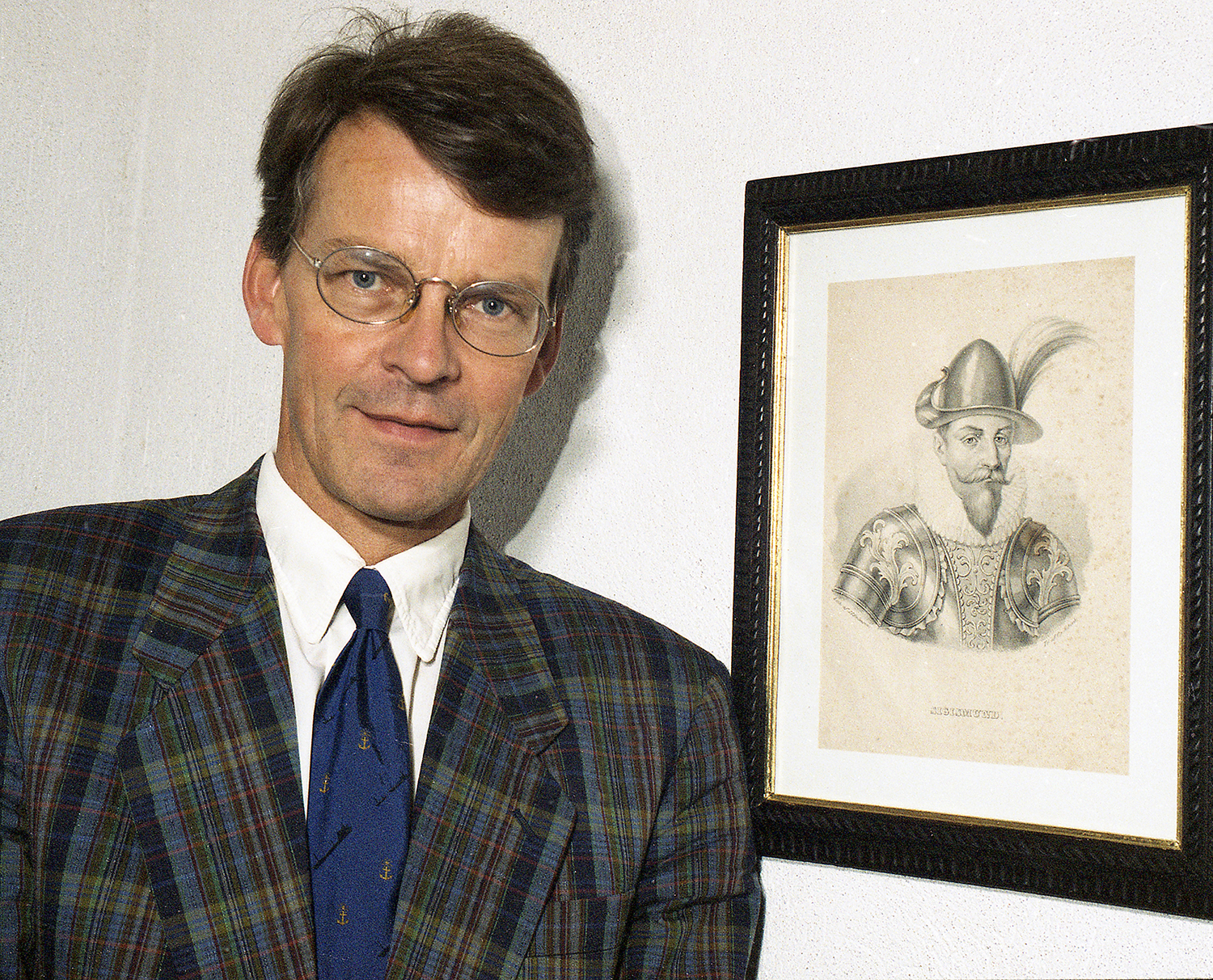
Jaan Manitski (1996)

Von 1992 bis 1995 war Jaan Manitski Aufsichtsratsvorsitzender der estnischen Privatisierungsagentur. Seit 1995 ist er als Unternehmer an mehreren Firmen beteiligt, unter anderem als Aufsichtsratsmitglied und Miteigentümer der estnischen Pressegruppe Eesti Päevaleht AS.

## Mäzen
Jaan Manitski ist verheiratet und hat sechs Kinder. In seiner gemeinnützigen Tätigkeit widmet er sich besonders  seinem Heimatort Viinistu am Finnischen Meerbusen. Er ist Gründer des dortigen Kunstmuseums mit einer beeindruckenden Sammlung estnischer Kunst. Die ehemalige Fischfabrik des Ortes wurde von Manitski zum Kulturzentrum mit Bildender Kunst, Theaterbühne, Konzerthaus, Restaurant und Hotel umgestaltet.